# Континентальний Китай
Континентальний Китай чи материковий Китай — територія основного суходолу Китайської Народної Республіки без Гонконгу та Макао, проте з островом Хайнань. Також до неї не включається непідконтрольна Пекіну Тайвань.
Після перемоги Комуністичної партії в громадянській війні та відступу сил Гоміньдану на острів Тайвань обидві сторони продовжували вважати і материк і острів територією Китаю, а «континентальним Китаєм» стали називати основну територію Китаю. Після повернення під юрисдикцію КНР в 1997 і 1999 роках Гонконгу і Макао вони отримали статус спеціального адміністративного району в рамках політики «Одна країна, дві системи», зберігши свої економічні та політичні системи. Тому термін «континентальний Китай» їх, як і раніше, не включає.
У Китаї є два терміни, які характеризують Континентальний Китай:
- Dàlù (大陆; 大陸), який означає «континент»
- Nèidì (内地; 內地), який дослівно означає «внутрішня територія».

У Китаї використання цих двох термінів є взаємозамінним, та немає спеціальних правил їх використання.